# Слатиоара (Марамуреш)
Слатиоара (рум. Slătioara) насеље је у Румунији у округу Марамуреш у општини Страмтура. Oпштина се налази на надморској висини од 412 m.

## Становништво
Према подацима из 2002. године у насељу је живело 578 становника, од којих су сви румунске националности.